# Kuniyuki Tokugawa
 (août 2017).
Kuniyuki Tokugawa, 1er duc Tokugawa de Mito (圀順 徳川) (13 décembre 1886 - 17 novembre 1969) est un homme politique et militaire.
Il est le 13e chef de la branche de Mito (en) du clan Tokugawa.

## Biographie
Kuniyuki Tokugawa hérite du titre de marquis (shishaku) selon le système de noblesse kazoku à la mort de son père, Tokugawa Atsuyoshi, en 1898. Intellectuel, il se consacre en 1906 à compléter le Dai Nihonshi, une histoire complète du Japon commencée par son ancêtre, Tokugawa Mitsukuni, au XVIIe siècle. Cependant, en 1910, il entre dans la 22e promotion de l'académie de l'Armée impériale japonaise et est nommé sous-lieutenant. Il quitte l'armée en 1914 en invoquant des raisons de santé et entre dans la réserve en 1915.
En décembre 1911, Kuniyuki Tokugawa devient membre de la Chambre des pairs du Japon. À l'achèvement du Dai Nihonshi en 1929, il est récompensé avec le titre de duc (koshaku). Le 25 juin 1940, il accepte le poste de président d'honneur de la Croix-Rouge japonaise. Du 11 octobre 1944 au 19 juin 1946, il est président de la Chambre des pairs.
À sa mort en 1969, il est remplacé à la tête du clan Mito par Kuninari Tokugawa.

## Distinctions

### Décorations japonaises
- Grand cordon de l'Ordre du Soleil levant (29 avril 1934)
- Grand cordon de l'Ordre du Trésor sacré (30 janvier 1946)